# Nana Komatsu (attrice)
Nana Komatsu (小松 菜奈?, Komatsu Nana; Tokyo, 16 febbraio 1996) è una modella e attrice giapponese.

## Biografia
Nana Komatsu nasce il 16 febbraio 1996 a Tokyo ed è cresciuta a Yamanashi. Suo padre è di Saga e sua madre di Okinawa. Ha due fratelli maggiori. Ha iniziato come modella nel 2008, a dodici anni.

## Filmografia

### Cinema
- Tadaima (ただいま?), regia di Daisuke Shimada – cortometraggio (2013)
- Kawaki (渇き?), regia di Tetsuya Nakashima (2014)
- Kin kyori ren'ai (近キョリ恋愛?), regia di Naoto Kumazawa (2014)
- Yokokuhan (予告犯?), regia di Yoshihiro Nakamura (2015)
- Bakuman (バクマン?), regia di Hitoshi Ōne (2015)
- Kurosaki-kun no iinari ni nante naranai (黒崎くんの言いなりになんてならない?), regia di Sho Tsukikawa (2016)
- Silence, regia di Martin Scorsese (2016)
- Hero Mania -Seikatsu- (ヒーローマニア 生活?), regia di Keisuke Toyoshima (2016)
- Destruction Babies (ディストラクション・ベイビーズ?), regia di Tetsuya Mariko (2016)
- Boku wa asu, kinō no kimi to dēto duru (ぼくは明日, 昨日のきみとデートする?), regia di Takahiro Miki (2016)
- Oboreru Knife ( 溺れるナイフ?), regia di Yuki Yamato (2016)
- JoJo no kimyō na bōken daiyamondo wa kudakenai dai-isshō (ジョジョの奇妙な冒険 ダイヤモンドは砕けない 第一章?), regia di Takashi Miike (2017)
- Sakamichi no Apollon (坂道のアポロン?), regia di Takahiro Miki (2017)
- Koi wa ameagari no yō ni (恋は雨上がりのように?), regia di Akira Magari (2018)
- Kuru (来る?), regia di Tetsuya Nakashima (2018)
- Samurai Marathon - I sicari dello shogun (サムライマラソン?), regia di Bernard Rose (2019)
- Sayonara kuchibiru (さよならくちびる?), regia di Akihiko Shiota (2019)
- Heisa byoutou (閉鎖病棟?), regia di Hideyuki Hirayama (2019)
- Ito (糸?), regia di Takahisa Zeze (2020)
- Sakura (さくら?), regia di Hitoshi Yazaki (2020)
- Koi suru kiseichu (恋する寄生虫?), regia di Kensaku Kakimoto (2021)

### Televisione
- Yume wo ataeru (夢を与える?) – serie TV (2015)
- Kurosaki kun no Iinari ni nante naranai (黒崎くんの言いなりになんてならない?) – film TV (2015)
- Aka no sho～Keishicho shomugakari hitomi no jikenbo (赤の章～警視庁庶務係ヒトミの事件簿?) – serie TV (2017)
- Kuro no sho bengoshi・Shirai shinnosuke no daisainan (黒の章～弁護士・白井真之介の大災難?) – serie TV (2017)

## Videografia
- 2012 – Chatmonchy - Convenience Honeymoon
- 2014 – SALU - Goodtime
- 2014 – Shota Shimizu - SNOW SMILE
- 2015 – Androp - Yeah! Yeah! Yeah!
- 2016 – Never young beach - Farewell Song
- 2016 – Yoga Lin - Spoiled Innocence
- 2017 – The Chainsmokers feat. Coldplay - Something Like This
- 2017 – Nissy -  Hanacherie
- 2018 – Radwimps - Sokkenai
- 2018 – Juju - Metro
- 2020 – Gen Hoshino -  Ain't Nobody Know
- 2020 – Uru - Ima aini iku
- 2020 – Sekai no Owari - Rollerskates
- 2021 – Vaundy - 踊り子

## Premi e riconoscimenti
- 2014 - Hochi Film Awards
  - Vinto - Best New Artist per Kawaki[6]
- 2015 - Awards of the Japanese Academy
  - Vinto - Miglior esordiente per Kawaki[7]
- 2015 - Mainichi Film Awards
  - Vinto - Sponichi Grand Prix Best Newcomer per Kawaki
- 2016 - Tama Film Awards
  - Vinto - Best New Actress per Bakuman, Destruction Babies, Hero Mania -Seikatsu- e Kurosaki-kun no iinari ni nante naranai
- 2016 - Hochi Film Awards
  - Candidatura - Miglior attrice per Kurosaki-kun no iinari ni nante naranai e Oboreru Knife
- 2016 - Nikkan Sports Film Awards
  - Candidatura - Best Newcomer per Destruction Babies e Oboreru Knife
- 2017 - Yokohama Film Festival
  - Vinto - Best Newcomer per Destruction Babies
- 2017 - Kinema Junpo Awards
  - Vinto - Best New Actress per Destruction Babies, Hero Mania -Seikatsu-, Kurosaki-kun no iinari ni nante naranai e Oboreru Knife
- 2018 - Nikkan Sports Film Awards
  - Candidatura - Best Newcomer per Koi wa ameagari no yō ni e Sakamichi no Apollon
- 2019 - New York Asian Film Festival
  - Vinto - Rising Star Award per Samurai marason[8]
- 2019 - Hochi Film Awards
  - Candidatura - Miglior attrice per Sayonara kuchibiru
  - Vinto - Best Supporting Actress per Kuru[9]
- 2019 - Elan d'or Awards
  - Candidatura - Miglior esordiente
- 2020 - Yokohama Film Festival
  - Vinto - Miglior attrice per Sayonara kuchibiru[10]
- 2020 - Elan d'or Awards
  - Candidatura - Miglior esordiente
- 2020 - Blue Ribbon Awards
  - Candidatura - Best Supporting Actress per Samurai marason  e Heisa byoutou[11]
- 2020 - Awards of the Japanese Academy
  - Candidatura - Best Supporting Actress per Heisa byoutou[12]